# Krzysztof Jotko
Krzysztof Jotko (ur. 19 sierpnia 1989 w Ornecie) – polski zawodnik mieszanych sztuk walki (MMA) wagi średniej. W latach 2013–2022 związany z UFC. Walczył także dla MMA Attack oraz PFL. Aktualnie związany z czesko-słowacką organizacją Oktagon MMA.

## Kariera MMA

### Amatorska kariera
Swoją przygodę ze sportami walki rozpoczął w klubie Okniński Team prowadzonym przez Mirosława Oknińskiego. Do końca 2011 uzyskał rekord 65 zwycięstw i 5 porażek w amatorskiej formule MMA. W grudniu 2011 został mistrzem Polski amatorów w kat. 87 kg.

### Wczesna zawodowa kariera
Karierę w zawodowym MMA rozpoczął 18 czerwca 2010 roku wygranym pojedynkiem z Robertem Balickim na gali Pro Fight 5 we Wrocławiu.
26 lutego 2011 roku wziął udział w ośmioosobowym turnieju wagi średniej na IV Gali Sportów Walki w Ząbkowicach Śląskich. W ćwierćfinale wygrał jednogłośną decyzją sędziów z Łukaszem Nikołajczykiem. W półfinale pokonał Przemysława Truszewskiego. W finale w pierwszej rundzie przez uderzenia w parterze pokonał Chamila Yliasowa.
4 czerwca 2011 roku na gali Pro Fight 6 we Włocławku pokonał jednogłośną decyzją sędziów Krzysztofa Sadeckiego.
Laureat nagrody Heraklesy 2011 w kategorii Odkrycie roku.
4 lutego 2012 roku na gali Night of Champions 3 w Poznaniu wygrał z Tomaszem Kondraciukiem.
27 kwietnia 2012 roku na gali MMA Attack 2 w Katowicach stoczył walkę z Damirem Hadzoviciem, która była zakontraktowana w limicie do 77 kilogramów (waga półśrednia). Po trzech rundach sędziowie orzekli jednogłośną decyzją zwycięstwo Polaka.
8 września 2012 roku wygrał czteroosobowy turniej wagi średniej na gali Merseburg Fight Night 5 w Merseburgu. W półfinale pokonał Fabiana Loewkego przed czasem, a w finale pochodzącego z Polski, ale reprezentującego Niemcy Martina Zawadę na punkty.

### UFC
Od października 2013 roku został zawodnikiem Ultimate Fighting Championship. 6 grudnia w swoim debiucie w tej organizacji na gali UFC Fight Night 33 zmierzył się z Brazylijczykiem, Brunem Santosem. Zwyciężył przez decyzję jednogłośną.
W drugiej walce dla amerykańskiego giganta, którą stoczył 31 maja 2014 roku na gali UFC Fight Night 41: Munoz vs Mousasi w Berlinie zmierzył się ze Szwedem, Magnusem Cedenblandem. Jotko zanotował swoją pierwszą porażkę w zawodowej karierze, przegrywając przez poddanie gilotyną.
4 października 2014 na UFC Fight Night 53 w Sztokholmie zmierzył się z Torem Troéngiem. Zawodnik z Ornety wypunktował swojego rywala, dzięki czemu zwyciężył starcie.
Oczekiwano, że 20 czerwca kolejnego roku na UFC Fight Night 69 dojdzie do jego walki z Derekiem Brunsonem, jednak Amerykanin wycofał się z walki 9 czerwca powołując się na kontuzję żeber i na krótko po tym został zastąpiony przez Uriaha Halla. Hall został również usunięty z występu, z powodu rzekomego problemu z wizą, z kolei Polak został całkowicie usunięty z karty walk.
24 października 2015 na UFC Fight Night 76 skrzyżował rękawice ze Scottem Askhamem. Po trzech rundach sędziowie wskazali niejednogłośnie (29:28, 29:28, 28:29) zwycięstwo Krzysztofa Jotko.
27 lutego 2016 roku stoczył walkę z Bradleyem Scottem na gali UFC Fight Night 84: Silva vs Bisping. Pojedynek wygrał przez jednogłośną decyzję sędziów.
18 czerwca 2016 znokautował Tamdana McCrory’ego, w 59 sekundzie pojedynku, notując tym samym pierwsze skończenie w UFC. Po walce otrzymał pierwszy bonus finansowy w ramach występu wieczoru w wysokości 50 tys. USD.
19 listopada 2016 roku na UFC Fight Night 100 zmierzył się z weteranem organizacji, Brazylijczykiem, Thalesem Leitesem. Jotko zdominował rywala w parterze i ostatecznie zwyciężył na punkty.
13 maja 2017 roku na UFC 211 zmierzył się z byłym podwójnym mistrzem WSOF, Davidem Branchem. Przegrał walkę przez niejednogłośną decyzję.
16 września 2017 roku na UFC Fight Night 116 doszło do jego walki z niedoszłym Uriahem Hallem. W drugiej rundzie został znokautowany przez Jamajczyka.
Podczas gali UFC on Fox 29 skrzyżował rękawice z Bradem Tavaresem 14 kwietnia 2018 roku. Przegrał walkę przez techniczny nokaut w trzeciej rundzie, notując trzecią porażkę z rzędu.
We wrześniu 2018 roku na UFC Fight Night 136 miało dojść do jego walki z Adamem Yandievem, jednak 16 sierpnia musiał wycofał się z niej z powodu kontuzji. Nowym rywalem Rosjanina został Amerykanin, Jordan Johnson.
Oczekiwano, że 20 kwietnia 2019 roku na UFC Fight Night 149 zmierzy się z debiutującym Romanem Kopyłowem. W późniejszym czasie Rosjanin wycofał się z walki z powodu kontuzji i został zastąpiony przez Alena Amedovskiego. Jotko przełamał passę porażek i wygrał walkę jednogłośną decyzją.
27 lipca 2019 na UFC 240 w kanadyjskim Edmonton zawalczył z lokalnym zawodnikiem, Marcem-André Barriaultem. Zwyciężył niejednogłośną decyzją sędziów, którzy punktowali: 29-28, 29-28, 28-29.
Oczekiwano, że Jotko zmierzy się z niepokonanym Edmenem Shahbazyanem w dniu 2 listopada 2019 roku na UFC 244. Polak musiał wycofać się z walki i na jego miejsce wszedł jego dawny rywal, Brad Tavares.
11 kwietnia 2020 roku podczas UFC Fight Night: Overeem vs. Harris miał zmierzyć się z Erykiem Andersem. Z powodu pandemii COVID-19 wydarzenie zostało przełożone na przypadającą 16 maja 2020 galę UFC na ESPN: Overeem vs. Harris w Jacksonville. Wygrał walkę jednogłośną decyzją.
31 października 2020 roku na UFC Fight Night 181 miał zmierzyć się z Makhmudem Muradowem. W późniejszym czasie ogłosił, że do walki nie dojdzie z powodu jego kontuzji.
1 maja 2021 roku na gali UFC na ESPN: Reyes vs. Procházka przegrał walkę przez jednogłośną decyzję z przyszłym mistrzem wagi średniej, Seanem Stricklandem.
2 października 2021 na gali UFC Fight Night: Santos vs. Walker stoczył walkę z Michaiłem Cyrkunowem. Pokonał rywala niejednogłośnie na punkty, notując 10. zwycięstwo w UFC.
30 kwietnia 2022 roku pokonał doświadczonego Geralda Meerschaerta i wygrał jednogłośną decyzją sędziów walkę, która odbyła się podczas gali UFC on ESPN: Font vs. Vera.
Podczas UFC Fight Night: Dern vs. Yan, które odbyło się 1 października 2022 roku podjął Amerykanina, Brendana Allena. Pod koniec pierwszej rundy Jotko odklepał duszenie zza pleców.
30 października 2022 na profilu "UFC Roster Watch" poinformowano, że mimo pięciu zwycięstw w siedmiu ostatnich pojedynkach został zwolniony z Ultimate Fighting Championship.

### PFL
Jotko po opuszczeniu najlepszej federacji MMA na świecie podpisał kontrakt z mniejszą, ale również z czołową, amerykańską organizacją na rynku, Professional Fighters League. Debiut dla nowego pracodawcy odbył się w kwietniu 2023 podczas gali PFL 1: 2023 Regular Season. Organizacja PFL ogłosiła, że ten w swoim debiucie zmierzy się w wyższej, półciężkiej kategorii z Willem Fleury'm, zastępując kontuzjowanego Omariego Akhmedova. Sędziowie nie byli jednogłośni i wskazali zwycięstwo Irlandczyka w stosunku 2 x 29-28, 28-29.
Po nieudanym wejściu w turniej PFL, 8 czerwca 2023 miał stanąć przed szansą odbicia się. Jego kolejnym rywalem w turnieju miał zostać Ty Flores. Miesiąc przed turniejem ogłoszono, że Jotko znalazł się w gronie czterech zawodników, którzy otrzymali pozytywne wyniki testów antydopingowych i zostali wykluczeni z rozgrywek w sezonie 2023, a zatem stracili szansę na wygranie miliona dolarów.

### FNC i Oktagon MMA
W sierpniu 2024 roku, podpisał kontrakt z chorwacką organizacją Fight Nation Championship. 23 listopada 2024 na gali FNC 20 w Zagrzebiu, zadebiutował dla nowego pracodawcy, gdzie miał początkowo zmierzyć się z Matejem Batiniciem o pas mistrzowski FNC wagi półciężkiej, lecz na kilka dni przed walką Chorwat wypadł ze względu na problemy zdrowotne. Zamiast walki o pas, Jotko stanął do pojedynku z niepokonanym Kubańczykiem, Andresem Ramosem. Zwyciężył w drugiej rundzie przez techniczny nokaut, zasypując rywala ciosami w parterze.
Pod koniec grudnia 2024 roku, ogłoszono, że związał się także z czesko-słowacką organizacją Oktagon MMA. Jotko wziął udział w turnieju Tipsport Gamechanger 3 wagi średniej, w którym w dalszym ciągu rywalizuje o milion euro. Debiutancką walkę w pierwszej rundzie turniejowej stoczył z mistrzem Ionem Surdu. Do polsko-mołdawskiej konfrontacji doszło 26 kwietnia 2025 w Karlowych Warach podczas jubileuszowej gali Oktagon 70. Jotko zwyciężył jednogłośnie na kartach punktowych, przechodząc do następnego etapu turnieju. 
W ćwierćfinale miał zmierzyć z Serbem, Vlasto Čepo, jednak ten wycofał się z powodu kontuzji. Ostatecznie nowym rywalem Polaka został Marek Mazuch, z którym zawalczył 9 sierpnia 2025 na gali Oktagon 74: Bolander vs. Szabová. Pokonał rywala przez techniczny nokaut pod koniec drugiej rundy, awansując do półfinału turnieju.

## Osiągnięcia

### Mieszane sztuki walki
- Gala Sportów Walki
  - 2011: IV Gala Sportów Walki – 1. miejsce w turnieju
- Merseburg Fight Night
  - 2012: Merseburg Fight Night 5 – 1. miejsce w turnieju wagi średniej (-84 kg)
- MMA Attack
  - Bonus za walkę wieczoru (raz) vs. Bojan Veličković (2013)
- Ultimate Fighting Championship
  - Bonus za występ wieczoru (raz) vs. Tamdan McCrory (2016)[30]

### Brazylijskie jiu-jitsu
- 2013: Turniej BJJ – 1. miejsce w kat. 94 kg, purpurowe pasy (São Paulo)[72]
- Brązowy pas[73]

## Lista walk zawodowych w MMA
| Wynik     | Bilans   | Przeciwnik (bilans przed walką) | Rozstrzygnięcie                  | Runda | Czas | Rozgrywki                                    | Data       | Miejsce           | Uwagi |
| --------- | -------- | ------------------------------- | -------------------------------- | ----- | ---- | -------------------------------------------- | ---------- | ----------------- | --- |
| Wygrana   | 27-6 (1) | Marek Mazuch (9-3)              | TKO (ciosy pięściami)            | 2     | 4:36 | Oktagon 74: Bolander vs. Szabová             | 09.08.2025 | Praga             | Ćwierćfinał turnieju Tipsport Gamechanger 3 w wadze średniej. Obaj zawodnicy nie zmieścili się w limicie wagowym |
| Wygrana   | 26-6 (1) | Ion Surdu (16-6)                | Decyzja (jednogłośna)            | 3     | 5:00 | Oktagon 70: Krištofič vs. Humburger          | 26.04.2025 | Karlowe Wary      | Debiut w Oktagon MMA. Walka pierwszej rundy turnieju Tipsport Gamechanger 3 w wadze średniej. |
| Wygrana   | 25-6 (1) | Andres Ramos (5-0)              | TKO (ciosy pięściami w parterze) | 2     | 1:39 | FNC 20: Fabjan vs. Ilić                      | 23.11.2024 | Zagrzeb           | Debiut w FNC. |
| Nieodbyta | 24-6 (1) | Will Fleury (11-3)              | No contest (zmiana werdyktu)     | 3     | 5:00 | PFL 1: 2023 Regular Season                   | 01.04.2023 | Las Vegas         | Debiut w PFL. Playoffy sezonu regularnego PFL 2023 w wadze półciężkiej. Początkowo zwycięstwo Irlandczyka niejednogłośną decyzją sędziów. Fluery został zawieszony za stosowanie dopingu, a walka została uznana za nieodbytą |
| Przegrana | 24-6     | Brendan Allen (19-5)            | Poddanie (duszenie zza pleców)   | 1     | 4:18 | UFC Fight Night: Dern vs. Yan                | 01.10.2022 | Las Vegas         | |
| Wygrana   | 24-5     | Gerald Meerschaert (34-14)      | Decyzja (jednogłośna)            | 3     | 5:00 | UFC on ESPN: Font vs. Vera                   | 30.04.2022 | Las Vegas         | |
| Wygrana   | 23-5     | Michaił Cyrkunow (15-6)         | Decyzja (niejednogłośna)         | 3     | 5:00 | UFC Fight Night: Santos vs. Walker           | 02.10.2021 | Las Vegas         | |
| Przegrana | 22-5     | Sean Strickland (22-3)          | Decyzja (jednogłośna)            | 3     | 5:00 | UFC on ESPN: Reyes vs. Procházka             | 01.05.2021 | Las Vegas         | |
| Wygrana   | 22-4     | Eryk Anders (13-4)              | Decyzja (jednogłośna)            | 3     | 5:00 | UFC on ESPN: Overeem vs. Harris              | 16.05.2020 | Jacksonville      | |
| Wygrana   | 21-4     | Marc-André Barriault (11-2)     | Decyzja (niejednogłośna)         | 3     | 5:00 | UFC 240                                      | 27.07.2019 | Edmonton          | |
| Wygrana   | 20-4     | Alen Amedowski (8-0)            | Decyzja (jednogłośna)            | 3     | 5:00 | UFC on ESPN+ 7: Volkov vs. Overeem           | 20.04.2019 | Petersburg        | |
| Przegrana | 19-4     | Brad Tavares (16-4)             | TKO (ciosy pięściami)            | 3     | 2:16 | UFC on Fox: Poirier vs. Gaethje              | 14.04.2018 | Glendale          | |
| Przegrana | 19-3     | Uriah Hall (12-8)               | KO (cios pięścią)                | 2     | 2:25 | UFC Fight Night: Rockhold vs. Branch         | 16.09.2017 | Pittsburgh        | |
| Przegrana | 19-2     | David Branch (20-3)             | Decyzja (niejednogłośna)         | 3     | 5:00 | UFC 211                                      | 13.05.2017 | Dallas            | |
| Wygrana   | 19-1     | Thales Leites (26-6)            | Decyzja (jednogłośna)            | 3     | 5:00 | UFC Fight Night: Bader vs. Nogueira 2        | 19.11.2016 | São Paulo         | |
| Wygrana   | 18-1     | Tamdan McCrory (14-3)           | KO (ciosy pięściami)             | 1     | 0:59 | UFC Fight Night: MacDonald vs. Thompson      | 18.06.2016 | Ottawa            | Bonus za występ wieczoru. |
| Wygrana   | 17-1     | Bradley Scott (10-3)            | Decyzja (jednogłośna)            | 3     | 5:00 | UFC Fight Night: Silva vs Bisping            | 27.02.2016 | Londyn            | |
| Wygrana   | 16-1     | Scott Askham (13-1)             | Decyzja (niejednogłośna)         | 3     | 5:00 | UFC Fight Night: Holohan vs Smolka           | 24.10.2015 | Dublin            | |
| Wygrana   | 15-1     | Tor Troéng (15-6-1)             | Decyzja (jednogłośna)            | 3     | 5:00 | UFC Fight Night: Nelson vs Story             | 04.10.2014 | Sztokholm         | |
| Przegrana | 14-1     | Magnus Cedenblad (11-4)         | Poddanie (duszenie gilotynowe)   | 2     | 4:59 | UFC Fight Night: Munoz vs Mousasi            | 31.05.2014 | Berlin            | |
| Wygrana   | 14-0     | Bruno Santos (13-0)             | Decyzja (jednogłośna)            | 3     | 5:00 | UFC Fight Night 33: Hunt vs. Bigfoot         | 06.12.2013 | Brisbane          | Debiut w UFC. |
| Wygrana   | 13-0     | Bojan Veličković (8-1)          | Decyzja (większościowa)          | 3     | 5:00 | MMA Attack 3                                 | 27.04.2013 | Katowice          | Bonus za walkę wieczoru. |
| Wygrana   | 12-0     | Martin Zawada (24-11-1)         | Decyzja (niejednogłośna)         | 3     | 5:00 | Merseburg Fight Night 5                      | 08.09.2012 | Merseburg         | Finał turnieju wagi średniej. |
| Wygrana   | 11-0     | Fabian Loewke (2-0)             | Poddanie (duszenie zza pleców)   | 2     | 1:12 | Merseburg Fight Night 5                      | 08.09.2012 | Merseburg         | Półfinał turnieju wagi średniej. |
| Wygrana   | 10-0     | Damir Hadžović (4-1)            | Decyzja (jednogłośna)            | 3     | 5:00 | MMA Attack 2                                 | 27.04.2012 | Katowice          | Walka w wadze półśredniej. |
| Wygrana   | 9-0      | Tomasz Kondraciuk (6-3)         | Poddanie (ciosy pięściami)       | 2     | 4:08 | Night of Champions 3                         | 04.02.2012 | Poznań            | Co-Main Event |
| Wygrana   | 8-0      | Krzysztof Sadecki (3-0)         | Decyzja (jednogłośna)            | 3     | 5:00 | Pro Fight 6                                  | 04.06.2011 | Włocławek         | |
| Wygrana   | 7-0      | Michał Łutka (0-0)              | TKO (ciosy pięściami)            | 1     | 3:09 | Fight Club Koszalin                          | 14.05.2011 | Koszalin          | |
| Wygrana   | 6-0      | Oskar Ślepowroński (1-1)        | TKO (przerwanie przez lekarza)   | 1     | 4:09 | Gala Sportów Walki w Chełmie                 | 09.04.2011 | Chełm             | Main Event |
| Wygrana   | 5-0      | Szamił Iljasow (0-0)            | TKO (ciosy pięściami)            | 1     | ?    | IV Gala Sportów Walki w Ząbkowicach Śląskich | 26.02.2011 | Ząbkowice Śląskie | Finał turnieju. |
| Wygrana   | 4-0      | Przemysław Truszewski (0-0)     | TKO (przerwanie przez lekarza)   | 2     | ?    | IV Gala Sportów Walki w Ząbkowicach Śląskich | 26.02.2011 | Ząbkowice Śląskie | Półfinał turnieju. |
| Wygrana   | 3-0      | Łukasz Nikołajczyk (1-0)        | Decyzja (jednogłośna)            | 2     | 5:00 | IV Gala Sportów Walki w Ząbkowicach Śląskich | 26.02.2011 | Ząbkowice Śląskie | Ćwierćfinał turnieju. |
| Wygrana   | 2-0      | Maciej Browarski (1-1)          | Decyzja (jednogłośna)            | 2     | 5:00 | Black Dragon Fight Show                      | 20.11.2010 | Andrychów         | Co-Main Event |
| Wygrana   | 1-0      | Robert Balicki (0-0)            | Decyzja (jednogłośna)            | 2     | 5:00 | Pro Fight 5                                  | 18.06.2010 | Wrocław           | |